# Gönnersdorf (Vulkaneifel)
Pour les articles homonymes, voir Gönnersdorf.
Gönnersdorf est une municipalité du Verbandsgemeinde Obere Kyll, dans l'arrondissement de Vulkaneifel, en Rhénanie-Palatinat, dans l'ouest de l'Allemagne.